# Sol Radio Madrid
Sol Radio Madrid (hasta diciembre de 2020 Radio Sol XXI) es una cadena de radio que emite desde Madrid (Comunidad de Madrid, España).
Sol radio es una emisora de Madrid, que a través del 99.8 y 107.1 podrás escuchar las canciones de tu vida en español y la mejor compañía. Radio muy participativa con una oferta musical variada en español donde además cuentan con programas para niños como diverclub y para los no tan niños como pop en español, zarzuela, sevillanas o la copla, etcétera.
A diferentes horas emite una selección de música española; principalmente, copla, rumba (Rumba flamenca, Rumba catalana y Rumba gallega, Rumba vallecana), flamenco, sevillanas,  canción romántica y pop español, etcétera…

## Locutores
- Victor Alfaro
- Paula Pérez Salazar
- Manu Tenorio
- Dr. Luis Gutiérrez Serantes
- Claudio de Miguel
- Sergio Alberto
- Belén Gordo
- Enrique Lozano
- Alicia Puente

## Grupo Nervión
Grupo Nervión formado por:
- Emisoras de radio y  televisión local del País Vasco:
  - Emisoras de Radio:
    - Radio Nervion (Vizcaya)
    - Radio Gorbea (Álava)
    - Radio Donosti (Guipúzcoa)
    - Radio Tropical (Música latina-Hispanoamérica, Guipúzcoa)

  - Canales de televisión:
    - TeleBilbao (Vizcaya)
    - TeleVitoria (Vitoria)
    - TeleDonostia (Guipúzcoa)
- Otras emisoras de radio:
  - Sol Radio Madrid en Madrid,
  - Radio Altamira en Cantabria,
- Otros Canales de Televisión:
  - Local Media TV: es una agrupación de televisiones de proximidad de España creada en 1994.
- Prensa digital y Agencia de noticias locales 
  - LocalPress.es

## Grupo Comunicación Nervión
El Grupo Nervión se llamaba de forma completa como Grupo Comunicación Nervión y su inicio fue: 
- El grupo Comunicación Nervión inicia su andanza en el año 1986 con Radio Nervión, aunque el grupo se constituye definitivamente en 1992 con el lanzamiento de TeleBilbao. Con el tiempo el grupo ha ido creciendo y ya trabaja en diversas zonas de España, llegando con sus emisoras de radio a Euskadi, Navarra, La Rioja, Burgos, Cantabria o Madrid.
- Radio:
  - Radio Nervión (Vizcaya y regiones limítrofes), 
    - Con los mejores programas de noticias y los éxitos más escuchados de la música del momento, esta emisora opera cada día desde Bilbao para el mundo, sonando en vivo para disfrute del público.

  - Radio Donosti (Guipúzcoa y regiones limítrofes), 
    - Emisora radiofónica que suena desde San Sebastián el con los más amenos programas de entretenimiento, actualidad musical a nivel global y transmisión de conciertos locales, entrevistas, cultura, tradiciones, espacios de opinión y una variedad de servicios.

  - Radio Gorbea (Vitoria y regiones limítrofes)
    - Esta radio desde Álava difunde por frecuencia modulada y a través de internet, ofreciendo siempre lo mejor y más variado en secciones de entretenimiento, cultura, noticias locales y shows en los que los locutores llevan al público joven todo lo que desea escuchar.

  - Onda Cantabria (Cantabria y regiones limítrofes)
    - Emisora que opera cada día desde Santander para oyentes de todos los rincones de Cantabria y del mundo, difusión de noticias e información de actualidad principalmente de Cantabria.

  - Sol Radio Madrid (Comunidad de Madrid  y regiones limítrofes), 
    - Sol radio es una emisora de Madrid, que podrás escuchar las canciones de tu vida en español y la mejor compañía. Radio muy participativa con una oferta musical variada en español.

  - Radio Tropical Fm (Euskadi, Cantabria, Burgos, Madrid y Navarra), 
    - Esta emisora transmite desde Bilbao, para diferentes zonas de España, con espacios musicales que traen temas tropicales, artistas invitados, sorteos, entrevistas muy interesantes, novedades del espectáculo y los mejores shows de entretenimiento en directo.

  - Fiesta Fm (Madrid, Vitoria y Navarra.
    - Estación de radio con una programación que va dirigida a los oyentes que desean disfrutan de sano entretenimiento, también con la información de la actualidad local, amenas charlas, espacios cristianos y otros cortes de interés.
- Televisión: 
  - TeleBilbao (Vizcaya),
  - TeleDonostia (Guipúzcoa),
  - TeleVitoria (Vitoria),
  - TeleCosta (Cantabria) y
  - cuenta con la red Local Media TV - Cadena Local, que gestiona varias licencias locales en España, además de ejercer de Distribuidora de Contenidos.
- Internet: El Nervion información on line sobre Vizcaya.
- Otros: Publiner (creación y sostenimiento de páginas web), LocalPress (agencia de noticias).